# روبرت سويت (طبال)
روبرت سويت (بالإنجليزية: Robert Sweet)‏ هو طبال أمريكي، ولد في 21 مارس 1960 في لينووود في الولايات المتحدة.

## وصلات خارجية
- الموقع الرسمي
- روبرت سويت على موقع ميوزك برينز (الإنجليزية)
- روبرت سويت على موقع ديسكوغز (الإنجليزية)